# Hebestigma cubense
Genre
Espèce
Hebestigma cubense est une espèce de plantes à fleurs dicotylédones de la famille des Fabaceae, sous-famille des Faboideae, originaire de Cuba. C'est l'unique espèce acceptée du genre Hebestigma (genre monotypique).

## Synonymes
- Gliricidia cubensis (Kunth) C.Wright[2]
- Gliricidia latifolia Griseb.[2]
- Gliricidia platycarpa Griseb.[2] [3]
- Gliricidia sagraei Urb.[2]
- Hebestigma cubense var. latifolium (Griseb.) Urb.[2]
- Hebestigma cubense (Kunth) Urb.[3]
- Lonchocarpus latifolius Sagra[2]
- Robinia cubensis Kunth[2] [3]

## Liste des variétés
Selon Tropicos (15 octobre 2018) (Attention liste brute contenant possiblement des synonymes) :
- Hebestigma cubense var. cubense
- Hebestigma cubense var. latifolium (Griseb.) Urb.